# Heyrod
Heyrod – wieś w Anglii, w hrabstwie ceremonialnym Wielki Manchester, w dystrykcie metropolitalnym Tameside. Leży 13 km na wschód od centrum miasta Manchester.